# Carlopoli
Carlopoli är en ort och kommun i provinsen Catanzaro i regionen Kalabrien i Italien. Kommunen hade 1 497 invånare (2018).